# Лаго-Маджоре
Ла́го-Маджо́ре (итал. Lago Maggiore [ˈlaːɡo madˈdʒoːre], ломб. Lagh Maggior, пьем. Lagh Magior — большое озеро; нем. Langensee) — озеро на границе Швейцарии и Италии. Швейцарская часть озера расположена в кантоне Тичино, итальянская — в Пьемонте и Ломбардии. Урез воды Лаго-Маджоре является самой низкой точкой Швейцарии.

## Обзор

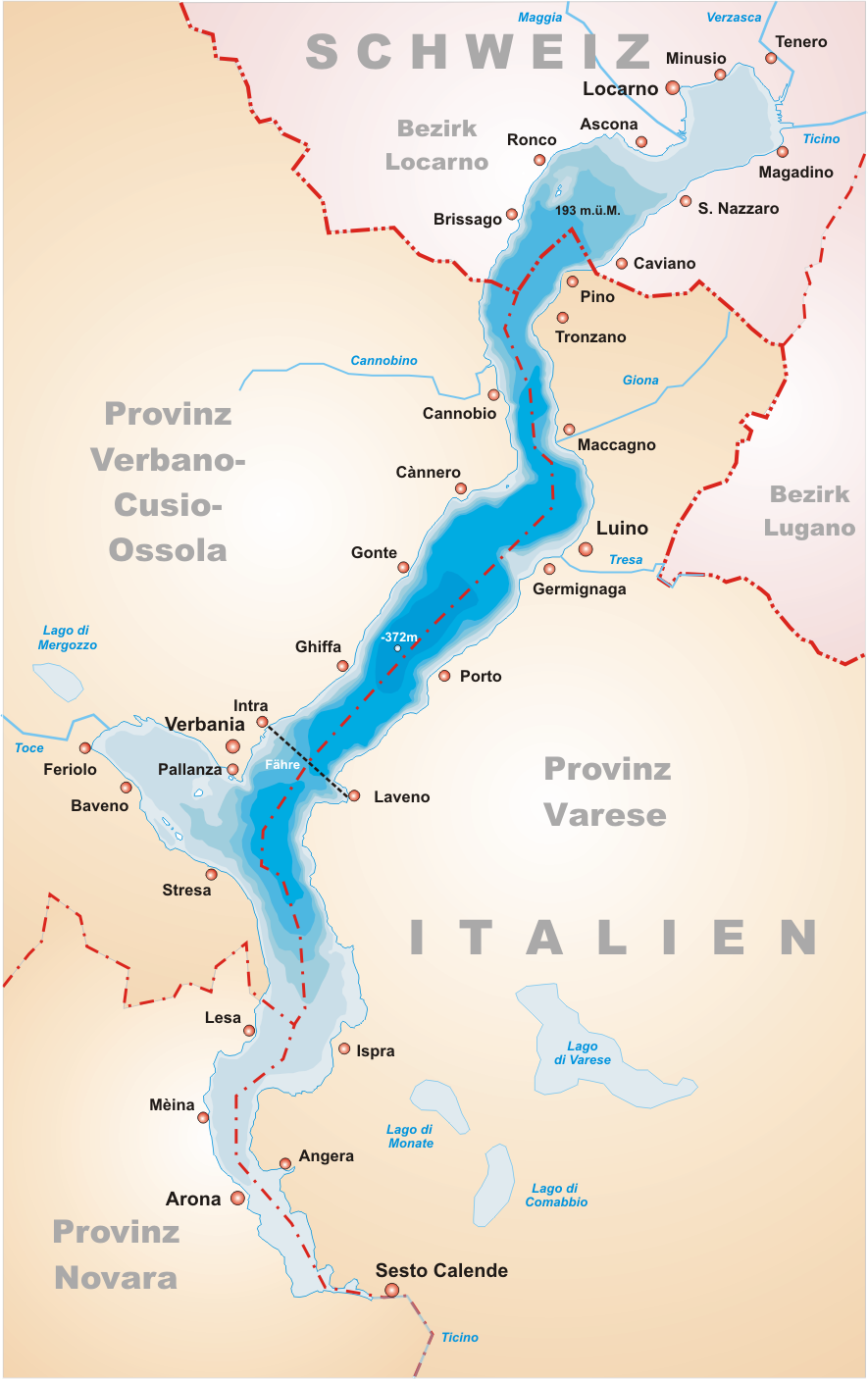

Лаго-Маджоре расположено в тектонической котловине в западной части Ломбардских Альп на высоте 193 м над уровнем моря. Ограничено преимущественно крутыми и высокими живописными берегами. Озёрная котловина выпахана древним ледником, спускавшимся с гор. Лаго-Маджоре подпружено с юга мореной этого древнего ледника. Длина — 66 км, ширина — до 10 км, площадь — 212,5 км², глубина — до 372 м. Господствующие ветры: трамонтана (утренний) с озера и инверна (вечерний) на озеро. Частые бури, когда дуют западные (мергоццо) и северные (маджоре) ветры.
Через Лаго-Маджоре протекает судоходная река Тичино, левый приток реки По. Колебания уровня воды в озере составляют около 4 м в год, наибольшей высоты он достигает в июне — июле. Озеро не замерзает зимой. Климат в окрестностях довольно мягкий, благодаря чему на берегах много курортов: Локарно, Аскона, Канобио, Стреза и др.
Развиты судоходство, рыболовство (форель, окунь), туризм, водный спорт.
В озеро впадает река Верзаска.

## Острова
- Острова Брисаго
- Островки Castelli di Cannero
- Борромейские острова: Изола-Белла, Изола-Мадре, Изола-Супериоре, Изола-ди-Сан-Джованни

## Достопримечательности
- Монастырь Санта-Катерина-дель-Сассо

## Населённые пункты
Швейцария
Тичино: Герра, Сан-Назаро, Вира, Магадино, Тенеро, Локарно, Аскона, Ронко, Бриссаго.
Италия
- Пьемонт: Арона, Дормеллетто, Меина, Леза, Бельджирате, Стреза, Бавено, Вербания, Гиффа, Огебио, Каннеро Ривьера, Канобио.
- Ломбардия: Анджера, Ранко, Испра, Лавено-Монбелло, Луино, Порто Вальтравалья, Макканьо.